# 152 Атала
152 Атала је астероид главног астероидног појаса са средњом удаљеношћу од Сунца која износи 3,139 астрономских јединица (АЈ).
Апсолутна магнитуда астероида је 8,33 а геометријски албедо 0,172.